# Wolfgang Steinbach
Wolfgang Steinbach (Schönebeck, 21 september 1954) is een voormalig voetballer uit Oost-Duitsland, die speelde als middenvelder.

## Clubcarrière
Steinbach kwam vrijwel zijn gehele loopbaan uit voor 1. FC Magdeburg. Met die club won hij in 1974 onder meer de Europacup II door in de finale, gespeeld in De Kuip in Rotterdam, af te rekenen met het AC Milan van trainer Giovanni Trapattoni: 2-0. Na zijn actieve carrière stapte hij het trainersvak in.

## Interlandcarrière
Steinbach, bijgenaamd Maxe, kwam in totaal 28 keer (één doelpunt) uit voor de nationale ploeg van Oost-Duitsland in de periode 1978–1985. Onder leiding van bondscoach Georg Buschner maakte hij zijn debuut op 4 april 1978 in de vriendschappelijke wedstrijd tegen Zweden (0-1) in Leipzig. Steinbach maakte deel uit van de Oost-Duitse selectie die de zilveren medaille won bij de Olympische Spelen in 1980 (Moskou).

## Trainerscarrière
Na zijn actieve loopbaan was Steinbach actief als trainer van onder meer VfB Oldenburg, BV Cloppenburg en SV Wilhelmshaven.

## Erelijst
1. FC Magdeburg
- DDR-Oberliga

1972, 1974, 1975
- Oost-Duitse beker

1973, 1978, 1979
- Europacup II

1974